# Robert Langdon
Robert Langdon (sinh ngày 22/6/1964 tại Exeter, New Hampshire, Mỹ) là một nhân vật hư cấu. Ông là vị giáo sư của khoa nghiên cứu hình tượng và ký tượng tôn giáo ở Đại học Harvard trong 4 tiểu thuyết  Thiên thần và ác quỷ (Angels and Demons, 2000), Mật mã Da Vinci (The Da Vinci Code, 2003), Biểu tượng thất truyền (The Lost Symbol, 2009), Hoả ngục (Inferno, 2013) của nhà văn Dan Brown. Ông cũng là nhân vật chính trong tiểu thuyết thứ năm mang tên Nguồn cội (Origin, 2017).
Trong 2 bộ phim dựng từ 2 tiểu thuyết cùng tên, nhân vật Robert Langdon do diễn viên Tom Hanks thủ vai.
Vài chi tiết về tiểu sử của Robert Langdon đã được tác giả đề cập đến. Trong quyển Mật mã Da Vinci, ông được mô tả là "Harrison Ford trong chiếc áo tuýt hiệu Harris". Ông chơi môn thể thao lặn dưới nước và môn bóng nước tại Học viện Phillips Exeter. Ông mắc chứng sợ không gian khép kín vì đã từng rơi xuống một cái giếng vào năm 7 tuổi. Trong bộ phim Mật mã Da Vinci, giáo sư Langdon có trí nhớ chính xác qua thị giác và khả năng giải quyết những vấn đề mang tính hiện tượng, phi thường.
Robert Langdon được đặt tên theo John Langdon, một giáo sư môn thuật in máy tại đại học Drexel, người được biết đã sáng tạo ra Ambigrams - biểu tượng hai chiều đối xứng mà có thể đọc được theo chiều xuôi lẫn ngược. Những biểu tượng hai chiều xuất hiện trong tiểu thuyết Thiên thần và ác quỷ được ông Langdon thiết kế. Ở trang chú thích, tác giả đã gọi John Langdon là "một nghệ sĩ tài năng đương thời, người đã xuất sắc trong việc khơi gợi những thách thức tưởng chừng không thể thực hiện nổi trong tôi và giúp tôi tạo biểu tượng Ambigram - biểu tượng hai chiều đối xứng - cho cuốn tiểu thuyết này." John Langdon cũng là người thiết kế logo của Ngân hàng ký thác Zurich trong quyển Mật mã Da Vinci.

## Tiểu thuyết

### Thiên thần và ác quỷ
Robert Langdon được gọi đến tổng hành dinh của CERN tại Thụy Sĩ để khám phá những ký tượng tôn giáo trong cái chết của một nhà khoa học lỗi lạc và nổi tiếng nhất là Leonardo Vetra. Sau đó ông đồng hành cùng con gái của Leonardo – Vittoria Vetra – trong cuộc điều tra. Họ đã bắt đầu chuyến hành trình ở Vatican để giải quyết bí ẩn đằng sau tổ chức Illuminati, một hội kín chống Cơ đốc giáo mà, theo như nội dung truyện, đã thâm nhập sâu vào nhiều trụ sở cơ quan toàn cầu trong lĩnh vực chính trị, kinh tế và tôn giáo. Langdon và Vetra đã cùng nhau giải mã được bí ẩn bằng cách dò theo Con đường Ánh sáng và tìm cách giải thích sự biến mất của bốn vị Hồng y trong buổi lễ Mật nghị Hồng y, cái chết của Leonardo Vetra và vụ lấy trộm Phản vật chất (một loại vũ khí với sức hủy diệt kinh khủng). Ở phần cuối truyện, Langdon tạo dựng mối quan hệ với Vittoria Vetra. Tuy vậy, mối quan hệ của họ chỉ được nhắc đến một ít trong quyển Mật mã Da Vinci, nói rằng Langdon đã thấy Vittoria lần cuối vào một năm trước.

### Mật mã Da Vinci
Trong phần mở đầu của cuốn Mật mã Da Vinci, Robert Langdon đang ở Paris để thuyết giảng. Ông có hẹn một buổi gặp mặt với Jacques Saunière, người phụ trách bảo tàng Louvre. Ông sửng sốt khi biết tin Saunière đã bị giết chết. Cảnh sát Pháp đã yêu cầu sự giúp đỡ ngay tức khắc của vị giáo sư tại bảo tàng để giải quyết vụ án mạng. Langdon không hề biết ông đang là đối tượng tình nghi chính của vụ ám sát và đã được nhắc đến tại hiện trường, do đó cảnh sát muốn có được lời thú nhận từ ông. Tại bảo tàng Louvre, ông gặp Sophie Neveu, nữ nhân viên giải mật mã trẻ của DCPJ. Khi Langdon và Sophie có cơ hội nói chuyện bí mật với nhau, ông mới biết Jacques Saunière chính là ông của Sophie. Saunière đã để lại lời nhắn trên sàn nhà, mà Sophie đã giải mã nghĩa là "Tìm Robert Langdon". Nhờ đó cô biết ông vô tội.
Langdon sau đó đã trốn chạy khỏi cảnh sát và tìm cách giải quyết vụ bí ẩn từ một nhóm hội bí mật cổ xưa – Tu viện Sion - đã được Leonardo Da Vinci dẫn đầu. Ở cuối truyện, Langdon đã tìm thấy lời giải đáp đằng sau bí ẩn về Mary Magdalene và Chén thánh. Ông cùng Sophie dường như đã có cảm tình với nhau. Họ đã hẹn gặp tại Florence, Ý mà Langdon đã hứa sẽ không phải tại bất kỳ viện bảo tàng hay triển lãm nghệ thuật nào.

### Biểu tượng thất truyền
Trong Biểu tượng thất truyền, Robert Langdon phiêu lưu đến Washington, cùng với những bí ẩn về Hội Tam điểm. Trong vòng mười hai tiếng đồng hồ, Robert Langdon đã chạy đua qua các tòa nhà, các công trình kỉ niệm của tổ tiên, để tìm ra sự thật bên trong Hội kín Tam điểm. Đằng sau cánh cửa ẩn giấu những bí mật có thể làm thay đổi cách nhìn của con người về chính trị và khoa học.

### Hỏa ngục
Trong "Hỏa ngục", Robert Langdon tỉnh lại trong một bệnh viện ở Ý lúc nửa đêm. Ông mất phương hướng hoàn toàn do mắc triệu chứng mất trí nhớ tạm thời vì bị một phát đạn vào đầu. Sau khi thoát khỏi tay một nữ sát thủ mặc đồ đen muốn ám sát ông, Langdon lên đường tìm lại trí nhớ, và lý do vì sao ông lại bị truy sát, cùng với nữ bác sĩ trẻ tuổi, người đã cứu mạng ông, Sienna Brooks, thiên tài với IQ208 cùng một tuổi thơ bí ẩn.
Cuộc hành trình đưa hai người đến với các địa danh nổi tiếng của Ý như Cung điện Vecchio, Vườn Boboli, Bảo tàng Duomo...
Càng đi sâu vào trí nhớ của mình, hai người càng phát hiện nhiều âm mưu kinh khủng, một tham vọng xóa xổ nhân loại của một thiên tài mang nỗi ám ảnh về sự diệt vong của Trái đất, và cũng là một người đam mê mãnh liệt với một trong những tác phẩm văn học có ảnh hưởng nhất lịch sử từng được sáng tác - trường ca Thần Khúc của Dante Alighieri.